# Krwawy wschód
Krwawy wschód – polski dramat wojenny z 1931 roku w reżyserii Jana Nowiny-Przybylskiego. Scenariusz filmu został oparty na prozie Stefana Kiedrzyńskiego.
Film nie zachował się do dziś.

## Fabuła
Akcja filmu toczy się w 1918 roku. W okopach towarzysze broni opowiadają sobie różne zdarzenia. Młody porucznik opowiada o swoim pobycie w szpitalu, gdzie był pielęgnowany przez tajemniczą siostrę Annę, o której nic nie wie. Oboje połączyło uczucie. Tymczasem jego słuchacz okazuje się mężem owej Anny. Wtem przychodzi rozkaz: nawiązać łączność z sąsiedzkim odcinkiem. Mąż postanawia pozbyć się rywala i rozkazuje mu wykonać zadanie. Rozmyśla się jednak i idzie sam. Wykonując rozkaz ginie, wcześniej pożegnawszy porucznika braterskim uściskiem.

## Obsada
- Mieczysław Cybulski - porucznik
- Tadeusz Ordeyg - mąż
- Ola Obarska - sanitariuszka Anna
- Emma Szabrańska